# Мясоедово (Щёкинский район)
Мясоедово — село в Щёкинском районе Тульской области России.
В рамках административно-территориального устройства является центром Шевелёвской сельской администрации Щёкинского района, в рамках организации местного самоуправления включается в сельское поселение Ломинцевское.

## История
Первое упоминание о селе встречается в первой половине XVII века в документе, называемом «Роспись тульских укреплений». Он относится к 1638—1641 году и о селе Беляевском, «Мясоедове тож», там говорится, что от него дорога «чрез засечный лес проложена при царе Василии, когда тот стоял под Тулой». Свое название оно получило по стольнику Григорию Мясоедову, владевшему поместьем в XVII веке. Во второй половине XVIII века поместьем владел секунд-майор Пимен Александрович Мясоедов, в первой половине XIX века — его сын отставной прапорщик Евграф Пименович Мясоедов. В 1829 году за ним числилось 119 крепостных «душ мужеска пола». Умер он в 1848 году и похоронен в ограде мясоедовской церкви. Там же находились могилы его отца — майора Пимена Александровича, умершего в 1771 году, и брата, полковника Петра Пименовича Мясоедова, умершего в 1883 году.

## Достопримечательности
В селе находится церковь Введения во храм Пресвятой Богородицы, один из древнейших храмов Тульской области. Около храма находится семейное кладбище нескольких поколений дворян Мясоедовых.

## География
Расположено в 7 км к северо-востоку от железнодорожной станции города Щёкино.

## Население
| 2002 | 2010 |
| ---- | ---- |
| 175  | ↘155 |